# Rosa glanduloso-setosa
Rosa glanduloso-setosa — вид рослин з родини трояндових (Rosaceae), ендемік Азербайджану.

## Опис
Висота 20–25 см, кора стовбура темно-коричнева. Середня довжина листя 4–7 см. Дрібних листків 7, не розвинених у нижній парі, інші знаходяться далеко один від одного. Вони довжиною 0.7–1.8 см, шириною 0.4–1.2 см, широко яйцеподібний, жовтувато-зелений, зверху голий і гладкий, знизу волохатий, сидячий. Цвіте в червні — липні. Квітки поодинокі, іноді 2. Пелюстки темно-рожеві. Плоди (гіпантії) кулясті, темно-червоні.

## Поширення
Ендемік Азербайджану.